# قرية عالمية

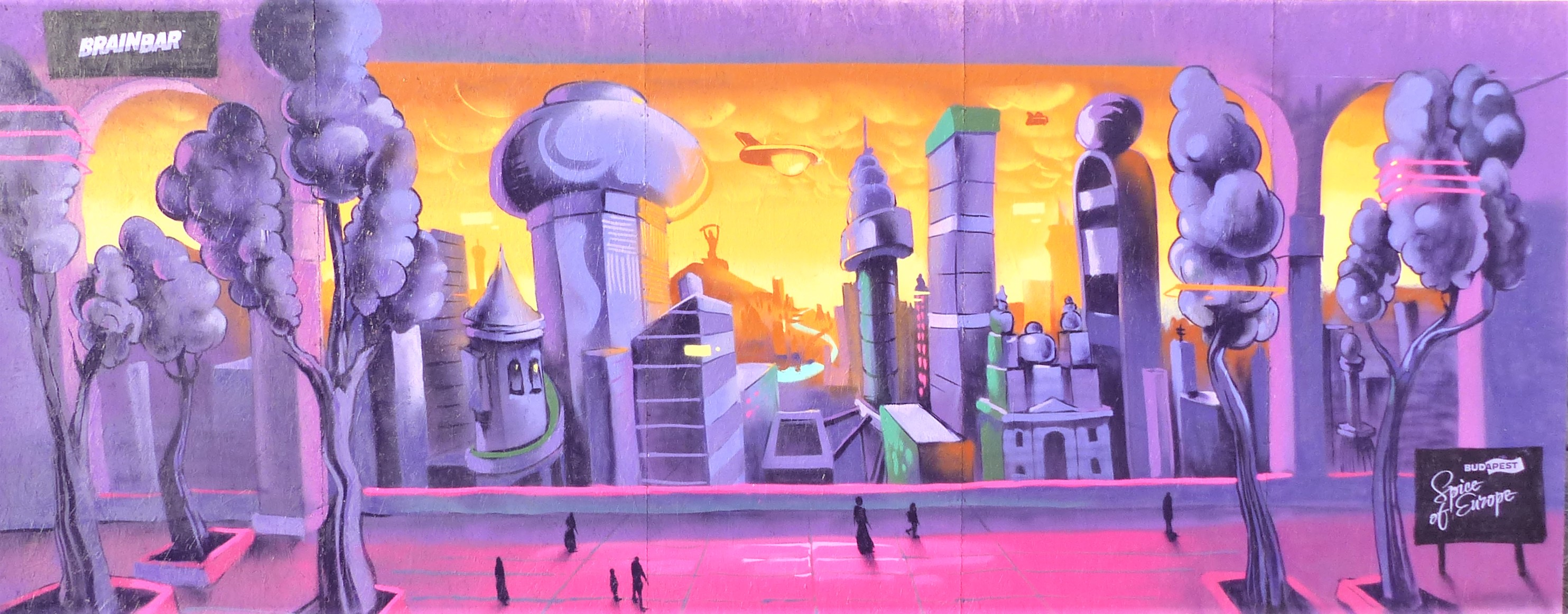

القرية العالمية (بالإنجليزية: Global village)‏ مصطلح يصف الظاهرة التي يصبح فيها العالم بأسره أكثر ترابطًا نتيجة انتشار تقنيات وسائل الإعلام في جميع أنحاء العالم. صاغ هذا المصطلح الباحث في نظريات وسائل الإعلام والكندي مارشال ماكلوهان في كتابيه «غوتنبرغ غالاكسي: صناعة الإنسان المطبعي (1962)» وفهم وسائل الإعلام (1964). تصف الباحثة الأدبية سو-لم لي كيف أصبحت دلالة مصطلح القرية العالمية تشير إلى «المصطلح المهيمن للتعبير عن تعايش عالمي متغير مع تغير التجارة عبر الحدود الوطنية، والهجرة، والثقافة» (مثلما ورد في استطلاع للرأي عام 2012)، أما تعريف الصحفي الاقتصادي توماس فريدمان للقرية العالمية بأنها «عالم مترابط على شكل قرية وسوق معولمة واحدة» فهو مفهوم معاصر آخر لهذا المصطلح (كما ورد في الاستطلاع، 2012).

## نظرة عامة
صاغ المفكر الكندي مارشال ماكلوهان مصطلح «قرية عالمية» في ستينيات القرن العشرين. يشير المصطلح إلى إنتاج واستهلاك الجمهور العالمي اليومي لوسائل الإعلام، وصوره ومحتوياته آراء مكلوهان حول إعادة الطابع القبلي إلى المجتمع الغربي مصورة مسبقًا في مقالة عالم الأنثروبولوجيا الأمريكي إدوارد سابير عام 1933 عن التواصل، والتي كتب فيها:
«يوجد نتيجتين مهمتين تتمخضان عن تضاعف وسائل الاتصال بعيدة المدى. يزيد ذلك في المقام الأول من حجم الاتصال، بحيث يصبح العالم المتحضر بأكمله، ولأهداف محددة، بمثابة النظير النفسي المكافئ لقبيلة بدائية».
صاغ مكلوهان مفهومه بناءً على فهمه للأشخاص الذين يميلون لمشاركة تفاعلاتهم الشخصية في جميع أنحاء العالم والعواقب المترتبة على هذه المشاركة، حيث يتابعون مشاكلهم ويعالجونها في الوقت نفسه. يعني مصطلح «قرية عالمية» أن تبدو جميع أنحاء العالم وكأنها اجتمعت معًا عن طريق الإنترنت وغيره من وسائل الاتصال البينية الإلكترونية. تسمح أشكال أخرى من الاتصال مثل الاتصال عن طريق سكايب بتواصل أسهل مع الآخرين، خاصة التواصل مع بلدان أخرى. نتج عن الواقع الجديد للعصر الرقمي تشكيل بنى اجتماعية جديدة ذات مغزى في سياق الثقافة. يمكن أن يتسبب تبادل الرسائل والقصص والآراء والمنشورات والفيديوهات من خلال القنوات المختلفة على شبكات الاتصال بحدوث سوء فهم. يتساءل المحللون المعاصرون عن أسباب حدوث تغييرات في المجتمع، من خلال التكهن حول ما إذا كانت عواقب هذه التغييرات يمكن أن تؤدي إلى تشكيل بنى اجتماعية جديدة أم لا. على سبيل المثال، أدت السرعة المتزايدة في التعاملات إلى تعزيز الكثافة الدولية، مما جعل الشبكات الاجتماعية تصبح محفزًا للتغيير الاجتماعي.
يتجاوز الأفراد في إطار القرية العالمية الديناميكيات الاجتماعية الجزئية والمتوسطة والكلية لحياتهم بشكل يومي. يميل الأفراد للانخراط في مجتمعات معقدة من الشبكات الممتدة في أنحاء العالم. يمكن أن تشكل الكثافة المتزايدة في الترابط البشري الذي نشأ واستمر إلكترونيًا مجموعات جديدة ذات أهمية اجتماعية. لم تتم حتى الآن دراسة تأثيرات القرية العالمية على العلاقات البشرية بشكل كامل من ناحية تقنيات التمييز والتعرف على الأنماط. تمتلك وسائل الإعلام الإلكترونية القدرة على التأثير على الأفراد بشكل مختلف لأسباب مختلفة، كديانتهم وتوجهاتهم السياسية ومعتقداتهم وأعمالهم وأموالهم وما إلى ذلك. يؤثر أيضًا الوقت الذي تستقبل فيه الرسالة على كيفية فهم تلك الرسالة.
يعد نهج ماكلوهان طريقًا مبتكرًا لفهم ما يجب أن يحدث للعالم بأسره، وبالتالي ما يجب القيام به عند أخذ ذلك بعين الاعتبار. حسب نهج مارشال ماكلوهان، فإن أفضل طريقة هي الاتباع العالمي لمبادئ «التفكير الإيكولوجي» المطروحة إلكترونيًا مع الأخذ بعين الاعتبار أن «القرية العالمية تضمن تمامًا وجود أقصى قدر من الخلاف بشأن جميع النقاط».